# Гніздо сови
«Гніздо сови» — це малюнок Ієроніма Босха, який зараз знаходиться у музеї Бойманса ван Бенінгена у Ротердамі.

## Презентація
На ній зображено сімейство сов, які влаштували гніздо на старому, вирубаному дереві. На цьому дереві також є кілька менших птахів і павутина, розкидана тут і там. На задньому плані видно контури села. За словами історика мистецтва Якоба Розенберга, це фрагмент більшого аркуша.

## Значення
Все вказує на те, що це не просто малюнок совиної родини. Передбачуваний автор малюнка, Єронім Босх, використовує сову як мотив у кількох місцях своєї роботи, щоб передати глядачеві моралізаторське повідомлення. Це послання найясніше в триптиху Haywain. Є дві версії цієї роботи: одна в Прадо в Мадриді та друга в Ескоріалі. У версії Прадо сова прив’язана до гілки мотузкою, і її кишать дві менші пташки. У версії Escorial ця струна проходить під совою і закінчується кулькою. Це був спосіб лову птахів у пізньому середньовіччі. Потягнувши за нитку, сова розправляла крила або видавала вереск. Це змусило інших птахів наблизитися до сови, щоб відлякати її. Самі ці птахи не були здобиччю сови, але їхні дитинчата. Наносячи пташиний клей на гілки, нічого не підозрюючи птахи були спіймані.
З цієї причини сова часто є символом спокуси в образотворчому мистецтві. Маленькі птахи, у свою чергу, символізували невинну невинність, по-перше, тому що вони піддалися спокусі сові, а по-друге, тому, що вони були легкою здобиччю для мисливця. Сови та птахи на малюнку Босха, ймовірно, також маються на увазі в цьому сенсі. Павук, якому, як і сові, потрібно лише чекати, поки жертва підійде до нього, а потім вдарити, підтримує це.

## Атрибуція та датування
Малюнок одноголосно приписують Босху. Сюжет типово босхівський. Босх працював з 1480 року — швидше за все раніше — до своєї смерті в 1516 році. За словами історика мистецтва Шарля де Тольне, малюнок датується останнім періодом творчості Босха.